# IBasso Audio
iBasso Audio（アイバッソ オーディオ）は、中国に本拠を置く音響機器メーカー。ヘッドフォン・イヤフォン用のポータブルアンプ・DAC・DACの開発・製造を主業務としている。

## 概要
2006年に設立されて以来、小型・高音質のポータブルヘッドフォンアンプおよび派生製品の製造を行っている。日本に於いては2010年からヒビノインターサウンドが輸入代理店となり、7月から製品の販売が開始された。日本で取り扱っていた製品についてはヒビノがその改良提案・アドバイスを行っており、ベースモデルとは細部に相違点があった。
2018年8月から輸入代理店が株式会社MUSINに引き継がれた。

### 主な製品（日本）
代理店経由で日本へ輸入・販売されている主な製品を解説する。

#### ヘッドフォンアンプ

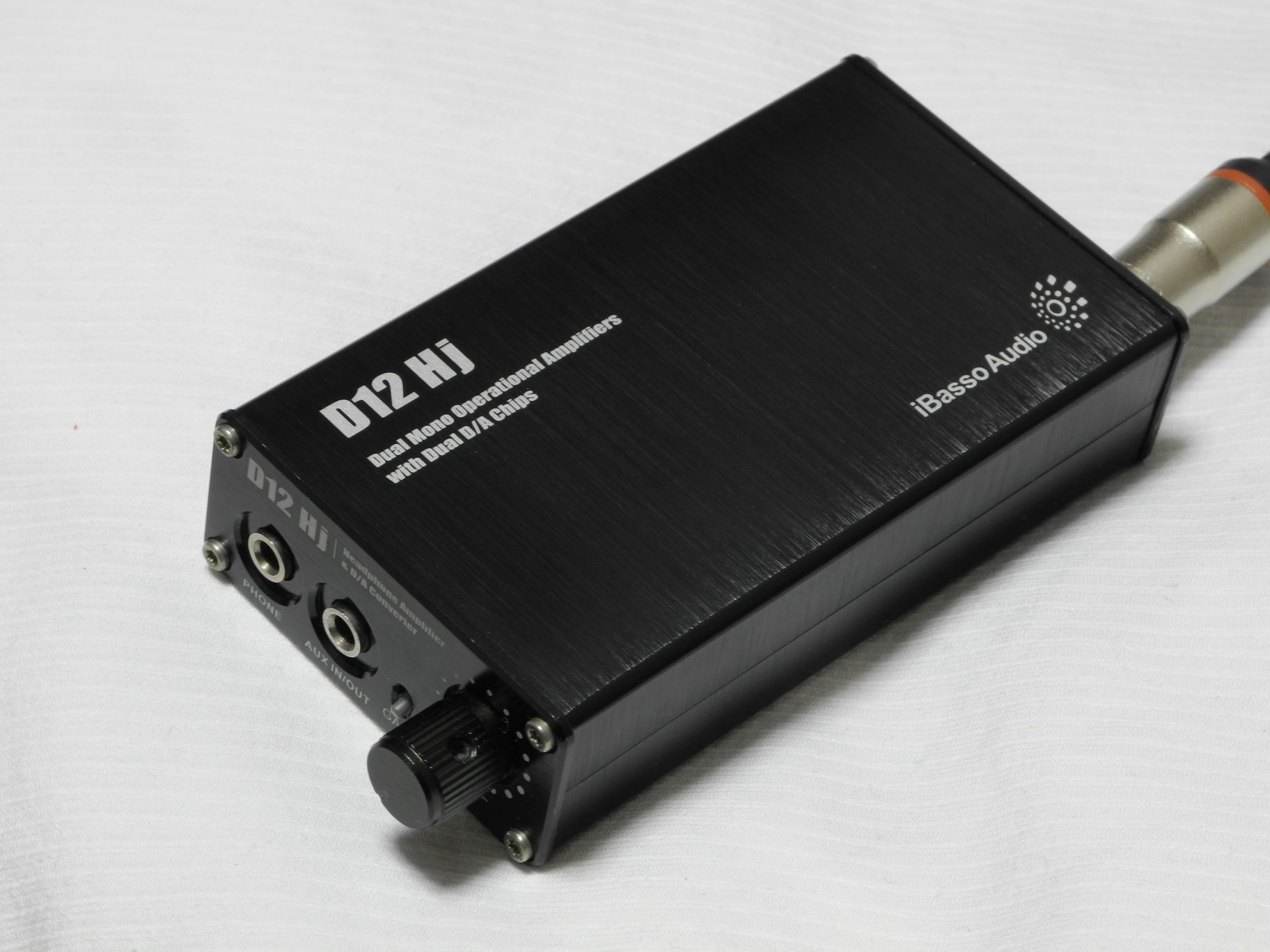
D12 Hj

内部電源としてリチウムポリマー二次電池を搭載する。一部の製品はUSB端子からの外部直接給電に対応する。LR独立オペアンプやハイサンプリング・ハイレゾリューション音源に対応したDACを搭載した製品もある。

（発売時系列順に記載）
- T3 Hj
- D2+ Hj Boa
- D12 Hj
- D5 Hj
- A01
- A02
- D55
- D zero-SE
- MICRO PRECISION DH1

#### ポータブルメディアプレーヤー
- HDP-R10

インターフェイスにAndroid OS (Android 2.3.1) を採用したポータブルメディアプレーヤー。高級オーディオ並みのLR独立オペアンプや32bit DACを搭載し、非圧縮24bit/192kHzのハイレゾリューションPCM音源およびDSD音源（ただしDSD2.8Mのみ対応かつ内部でPCMにリアルタイム変換される）に対応。プリインストールされている「HD Music Player」は、圧縮音源やCD並み無圧縮音源のアップサンプリングに対応している。Wi-Fi通信機能を持つが、Google Playには非対応。単体のDACとしては機能しない（各種デジタル入力やPC用音源としてのUSB入力は無い）。
- DX90j

独自UIを採用したデジタルオーディオプレーヤー。HDP-R10とはうって変わって小型化し、音楽再生に特化している。中国市場向けのDX90に対して無鉛銀ハンダ使用、別工場への製造委託といった日本市場向け独自のチューニング・品質管理がされている。
LR独立したD/Aコンバータやオペアンプを搭載。ハイレゾリューションPCM音源およびDSD音源再生に対応している（ただしDSD2.8Mのみ対応かつ内部でPCMにリアルタイム変換される）。ストレージは内部に8GB分を内蔵しているほか、拡張用micro SDHC/SDXCスロット1基搭載。また、UUSB-OTG機能により外部ストレージにも対応。USB-DAC機能を搭載している。
- DX80

2016年4月発売。DX90jの下位モデルの位置づけながら、米SiTime社のMEMSクロックを2基搭載し、DSD音源も5.6MHzまでネイティブ再生に対応するなど、スペックアップしている部分もある。バランス出力には対応していない。
- DX150

2018年8月発売。インターフェイスにAndroid OSを搭載したプレイヤー。フラッグシップモデルであるDX200のDACを変更している。DX200と同じ規格のアンプモジュールに対応し、標準ではAMP6（2.5mmバランス対応、省電力版）が搭載される。
- DX200

2018年11月発売。本国では2016年末に発売されたが、日本では代理店（ヒビノ）による取り扱いが行われず、代理店変更により漸く正規取り扱いがされるようになった。この機種から採用された独自規格のアンプモジュールに対応し、標準ではAMP1（2.5mmバランス対応）が搭載される。

#### DAC
いずれもタイプC接続
- DC01
- DC02
- DC03
- DC03Pro
- DC04
- DC04PRO
- DC05
- DC06
- DC-Elite